# Borken (Hesse)
Borken es un municipio situado en el distrito de Schwalm-Eder, en el estado federado de Hesse (Alemania). Su población estimada a finales de 2016 era de 12 741 habitantes.
Se encuentra ubicado en la zona centro-norte del estado, entre los ríos Fulda y Eder.